# Такигути, Синтаро
Синтаро Такигути (яп. 滝口 新太郎 Такигути Синтаро:, иногда используется альтернативное написание имени яп. 瀧口 新太郎; 13 февраля 1913 года — 23 октября 1971 года) — японский актёр немого кино, впоследствии советский радиоведущий.

## Биография
После дебюта на сцене как детский актёр стал учеником режиссёра Масао Иноуэ и стал работать на киностудии «Сётику Камата», совместно снимаясь с актрисой Хироко Кавасаки. В 1932 году снялся в фильме «Тюсингура» совместно с актрисой Ёсико Окадой, на которой он позже женился.
С 1933 года Такигути работал в киностудии Nikkatsu на вторых ролях. С 1935 года работал с актрисой Когику Ханаяги актёрским дуэтом, прозванным публикой «устойчивым дуэтом» (яп. あこがれコンビ акогарэ комби). В 1935 году снялся в дебютном фильме актрисы Сэцуко Хары «Не сомневайтесь, юнцы». В январе 1936 года сыграл роль сына Ёсико Окады в экранизации романа «Моя вина», показанной в осакском театре Нака-но Сибай. После этого до 1942 года продолжал работать в Nikkatsu, успел поработать и с киностудиями Toho и Daiei Films.
В 1943 году Такигути был призван в Императорскую армию и переброшен в Маньчжоу-го, став первым солдатом отдельного 24-го пехотного батальона. В начале 1945 года большинство японских высших офицерских чинов, бизнесменов и чиновников успели сбежать в Японию, оставив позади множество японских солдат, среди которых был и Такигути, попавший в плен и интернированный в Сибирь.
После освобождения решил в силу своих симпатий к социализму остаться в СССР. Стал работать радиоведущим на японском языке хабаровского отделения официальной международной советской радиостанции «Московское радио». В 1950 году переехал в Москву, там же женился на Ёсико Окада.
В 1971 году умер от цирроза печени, а 13 ноября 1972 года Ёсико Окада вернулась в Японию с прахом мужа, вызвав шок у фанатов, думавших, что тот погиб в Маньчжурии.